# Glycosylphosphatidylinositol
Pour les articles homonymes, voir GPI.
Le glycosylphosphatidylinositol ou GPI est un glycolipide qui permet l'ancrage de diverses molécules, en particulier des protéines aux membranes cellulaires, et du globule rouge en particulier. Les protéines ainsi fixées par un GPI, et n'ayant pas de séquence hydrophobe intramembranaire, sont appelées ectoprotéines.
Au phosphatidylinositol ancré dans la membrane par ses longues chaînes hydrophobes lipidiques (C16 à C22), groupements acyles ou alkyles, à l'inositol extramembranaire s'ajoutent une glucosamine, trois hexoses, un phosphate, une éthanolamine à laquelle s'ancre la protéine par une liaison peptidique, acide aspartique de l'acétylcholinestérase par exemple.
Au globule rouge, en particulier, sont ainsi fixés l'acétylcholinestérase (AChE, système de groupe sanguin 011, YT ou Cartwright), l'ADP ribosyltransférase (système 014, DO ou Dombrock), le Decay Accelerating Factor (DAF, CD55, système 021, CROM ou Cromer), la protéine CD108 (rôle inconnu, système 026, JMH ou John Milton Hagen), une protéine porteuse d'un antigène public de groupe sanguin (901 008 - Emm), et l'inhibiteur membranaire de la lyse (MIRL/CD 59, OMIM 107271).
Une anomalie du système d'ancrage GPI, par anomalie du gène PIGA, en Xp22.2, entraîne l'absence des antigènes de groupe sanguins sus-indiqués et de certaines protéines 'protectrices' (vis-à-vis du complément) à la surface de l'érythrocyte, d'où sa fragilité se traduisant par l'apparition d'une hémoglobinurie paroxystique nocturne.